# Blathmac
Blathmac ou Blaímac mac Áed Sláine est l'un des nombreux fils d'Áed Sláine, fondateur de la lignée des Uí Néill qui règne sur Brega, une région qui s'étend de la Liffey à la partie sud de ce qui est maintenant le comté de Louth. Le Síl nÁedo Sláine, c'est-à-dire la « Semence d'Áed Sláine », est la plus puissante branche des Uí Néill du sud au VIIe siècle, époque pendant laquelle cinq de ses membres sont Ard ri Erenn d'Irlande, dont Blaímac Ard ri Érenn, conjoint de 658 à 665 . On l'identifie habituellement avec le « Blathmac» du Baile Chuinn Chétchathaig

## Origine
Blathmac est le fils d’Áed Sláine et de sa première épouse, Flann ou Lam, dont l’origine est inconnue.

## Roi de Brega
Blathmac semble avoir pris le pouvoir sur le royaume de Brega après la mort en 634 de ses deux frères Congal et Ailill « le Harpiste » tués par Conall mac Suibni, qui avait aussi été le meurtrier de leur père Áed Sláine. Après leur mort, Diarmait est le seul frère survivant à faire l'objet d'entrées dans les chroniques d'Irlande. Il tue Conall mac Suibni afin de venger ses frères et son père. Il défait et tue également un rival potentiel, Máel Umai mac Óengusa d'une autre lignée des Uí Néill du sud, le Cholmáin Bicc.
Les fils survivants d'Áed Sláine, Blaímac, Diarmait, et Dúnchad, contribuent à la victoire lors de la grande bataille de Magh Rath en 637 comme alliés de Domnall mac Áeda, tandis que leurs rivaux du royaume de Mide sont les alliés du vaincu Congal Cáech († 637). Les fils d'Áed Sláine deviennent alors les figures dominantes des Uí Néill du sud.

## Ard rí Érenn
Dans les listes de rois conservées dans des manuscrits du XIIe siècle et dans celle connue sous le nom Baile Chuinn Chétchathaig probablement composée pendant le règne de Fínnachta Fledach († 695) à la fin du VIIe siècle, Blaímac est mentionné comme co-roi de Tara c'est-à-dire Ard ri Erenn avec son frère Diarmait.
Avec Diarmait Ruanaid, il revendique le titre de roi de Tara après la mort de Domnall mac Áedo. La plus grande confusion recouvre cet événement pour les annalistes eux-mêmes. En 643 les Annales d'Ulster considèrent « qu’il était incertain de savoir qui régnait après Domnall ». Il semble en fait que les deux frères représentants du Síl nÁedo Sláine des Uí Neill du Sud étaient en concurrence pour le titre d’Ard ri Érenn avec les frères Conall Cóel mac Máel Coba et Cellach Máel Coba du Cenél Conaill des Uí Neill du Nord .
Après la disparition de leurs deux concurrents en 654 et 658 Blathmac et Diarmait Ruanaid restèrent seuls Ard ri Érenn conjoints. La mention des règnes de Blaímac et de Diarmait parmi les rois de Tara par le Baile Chuinn Chétchathaig semble refléter les intérêts particuliers de leur neveu Fínnachta Fledach car il omet les deux fils de Blaímac, Cenn Fáelad († 675) et Sechnasach († 671). À partir du IXe siècle et au-delà, le règne conjoint de Blaímac et Diarmait précède immédiatement la Grande peste de 664–665 et est considéré comme un « Âge d'Or » où se concentrent de nombreuses légendes.
Le règne de Blathmac entre 637 et sa mort, sans doute de la peste en 665 semble marqué par peu d'évènements. Son frère Diarmait continue à prendre la tête des expéditions militaires, défaisant les rois de Munster et de Connacht en 649. Dans le récit de la bataille d'Ogoman en 662, cependant, les Annales de Tigernach et le Chronicon Scotorum indiquent que Blaímac est défait dans ce combat par les compagnons de Diarmait, son frère; et que c'est la fin du règne de Blaímac et le début de celui de Diarmait. Ce détail ne se trouve pas dans les Annales d'Ulster, ce qui doit être une erreur.
La fin de leur règne est marquée par l’arrivée de la peste en Irlande le 1er des calendes d’août 664 . L’année suivante, les annalistes relèvent une « grande mortalité » qu’ils baptisent « buide Chonaill » (peste jaune) qui frappait également l'île voisine de Grande-Bretagne. Les deux Ard ri Érenn périssent lors de cette épidémie ainsi que de nombreux rois, évêques et abbés d’Irlande.
Les causes de la mort de deux fils Blaímac en 651 et d'un autre en 660 ne sont pas explicitées par les annalistes. Elles sont peut-être liées à des conflits avec Diarmait et ses fils, mais une tradition postérieure et incertaine décrit leur mort comme un exploit d'un « Homme du Leinster », Máelodrán. On ne sait pas où dans le royaume de Brega, Blaímac et ses fils avaient le centre de leur pouvoir. Les descendants de Diarmait deviennent ensuite rois du sud Brega alors que ceux des frères aînés, Congal et Ailill le Harpiste, règnent ensuite sur le nord de Brega. Bien que deux fils de Blathmac deviennent ensuite successivement Ard ri Erenn, la famille de Blaímac tombe ensuite dans l'obscurité sans doute faute d'avoir réussi à se constituer une base territoriale forte.

## Famille et descendance
Blathmac est réputé avoir épousé Eithne, la seconde femme de son père, déjà mère de ses six demi-frères. Un poème inclus dans les Annales d'Ulster souligne qu'il « engendra un fils dans l'excès ». En fait de cette union incestueuse seraient nés en réalité huit fils. Il est ensuite précisé que « Dieu lui reprit ses deux fils aînés en compensation » .
- Dunchad tué en 651[8] ;
- Conall tué en 651[8];
- Eochaid †660[9] ;
- Aillil †660 ;
- Sechnasach, Ard ri Érenn ;
- Cenn Fáelad, Ard ri Érenn ;
- Colcu tué en 683[10];
- Congal.

## Sources
- (en) Edel Bhreathnach, Editor Four Courts Press for The Discovery Programme Dublin (2005),  (ISBN 1851829547), The kingship and landscape of Tara, p. 198-199 et Le Síl nÁedo Sláine, Table 6, p. 346-347.
- (en) T. M. Charles-Edwards, « Blaímac mac Áeda [Blathmac] (d. 665), joint high-king of Ireland », Oxford Dictionary of National Biography, Oxford University Press, 2004.
- (en) Gearóid Mac Niocaill, Ireland before Vikings, Dublin, Gill & Macmillan, 1972, 172 p., p. 97, 99 et 107.
- (en) Dictionary of Irish Biography article de Ailbhe Mac Shamhrain, Blathmac.
- Annales d'Ulster.